# Con la voglia di te
Con la voglia di te è il ventesimo album della cantante italiana Iva Zanicchi, pubblicato nel marzo del 1978.
L'album è presente sulle piattaforme digitali e sui servizi di streaming.
(Iva Zanicchi, Con la voglia di te)

## Tracce
1. Con la voglia di te – 4:05 (testo: Alberto Testa – musica: R. Orbinson, J. Melson) – ***
2. Sei contento – 3:45 (testo: Cristiano Malgioglio – musica: Ezio Leoni, Italo Ianne, Roberto Lipari) – **
3. Arsura – 3:10 (testo: Cristiano Malgioglio – musica: Roberto Carlos Braga) – ***
4. Che t'ho da dì – 3:20 (testo: Vito Venezia – musica: Massimo Guantini) – ****
5. Viaggio a Berlino – 3:15 (testo: Alberto Salerno – musica: Piero Soffici) – ****
6. Se riesci a non morire – 3:50 (testo: Claudio Daiano – musica: Giampietro Felisatti) – ****
7. Come sempre – 3:10 (testo: Luca Simon – musica: Shel Shapiro) – ***
8. Selvaggio – 3:15 (testo: Cristiano Malgioglio – musica: Ezio Leoni, Giuni Russo, Maria Antonietta Sisini) – *
9. Una domenica sera – 4:00 (testo: Cristiano Malgioglio – musica: Piero Soffici) – ***
10. Io e me – 2:45 (Sharade) – *****
11. Eccoti – 4:35 (testo: Cristiano Malgioglio – musica: Giulio Di Dio) – ****
12. Mal d'amore – 3:50 (testo: Cristiano Malgioglio – musica: Robbin, Mannix, Debbie Shelton) – *

## Crediti
- Produzione: Ezio Leoni
- Tecnico e reg. mixing: Gianluca Citi

Arrangiamenti
- *Enrico Intra
- **Vince Tempera
- ***Natale Massara
- ****Pinuccio Pirazzoli
- *****Andrea Sacchi

## Stampe fuori dall'Italia
| Anno di pubblicazione | Paese     | Titolo              | Etichetta            |
| --------------------- | --------- | ------------------- | -------------------- |
| 1978                  | Brasile   | Con la voglia di te | RI-FI - 3-18-404-018 |
| 1979                  | Argentina | Lago Azul           | MICSA - SEL 70009    |